# Sofia Rotaroe
Sofia Michajlivna Rotaroe (Oekraïens: Софія Михайлівна Ротару) (Marsjyntsi, Oblast Tsjernivtsi, 7 augustus 1947) is een Oekraïense zangeres, componist/tekstdichter, film- en muziekproducente, danseres, toneelspeelster, zakenvrouw en Europese avant-gardiste. Ze is een van de rijkste en succesvolste artiesten uit de voormalige Sovjet-Unie. 

## Biografie

### Jeugd
Sofia Rotaroe werd op 7 augustus 1947 in Marsjyntsi in het gebied Bessarabië geboren. In haar paspoort staat dit echter fout vermeld, daar staat 9 augustus. Haar geboorteplaats ligt in het huidige Oekraïne, niet ver van de grens met Roemenië en Moldavië. Rotaroe is etnisch Moldavisch. Zeven jaar voor haar geboorte behoorde het gebied waar haar familie woonde tot het Koninkrijk Roemenië, maar nadat het gebied door de Sovjet-Unie was veroverd ging het deel uitmaken van de Oekraïense Socialistische Sovjetrepubliek.
Rotaroe groeide op in een familie van wijnboeren. Haar vader had eerder in het leger gediend tijdens de Tweede Wereldoorlog en was de eerste in de omgeving die zich aansloot bij de Communistische Partij van de Sovjet-Unie. Ze kwam in aanraking met muziek door haar blinde zus Zina, die een absoluut gehoor had. Haar zus leerde haar Russisch en de liedjes in die taal die ze vaak op de radio hoorden, want thuis sprak het gezin alleen Roemeens. 
Tijdens haar schooltijd zong ze zowel bij het schoolkoor als in het kerkkoor. Haar vader was haar eerste muziekleraar, hij had net zoals haar zus ook een absoluut gehoor. Daarbij leerde Rotaroe ook om dombra en accordeon te spelen.

### Begin carrière
Rotaroe nam in 1962 deel aan haar eerste amateur zangwedstrijd in haar eigen regio. Na het winnen van deze wedstrijd mocht ze meedoen aan de landelijke ronde in de hoofdstad Kiev, die ze ook won. Hierna besloot ze in 1964 na slagen voor haar schoolexamen om de muziek in te gaan. Ze volgde de studie in de faculteit dirigeren en koor, aangezien er geen vocale studie was op het Conservatorium van Tsjernivtsi. Deze studie sloot ze in 1968 af. 
Hierna nam ze deel aan het zesde Wereldfestival voor jeugd en studenten in Bulgarije en won de gouden medaille in de categorie folk. 
Datzelfde jaar trouwde ze met haar schoolvriend Anatoli Jevdokimenko en verhuisde ze naar Novosibirsk, waar haar man in een militaire fabriek werkte. Echter na drie maanden trok het koppel weer terug naar Oekraïne waar Rotaroe in 1970 beviel van haar eerste zoon.
In 1974 studeerde Rotaru af aan het Chişinău Art Institute of Gavriil Musicescu in de koordirectieklas bij professor Lydia Axionova.

### Jaren 70
In 1971 speelde ze in de muzikale film Tsjervona roeta de hoofdrol en werd langzamerhand steeds populairder in de Oekraïense Socialistische Sovjetrepubliek. Ze kreeg een uitnodiging om voor de Filharmonische Samenleving van Tsjernivtsi te werken. Daar richtte haar man de groep Tsjervona Roeta op, waarvan ze leadzangeres werd. Ze wonnen verschillende festivals zoals het Internationale Sopot Songfestival en Gouden Orpheus. 
Rotaroes vader en broer werden in 1975 verdreven uit de Communistische Partij vanwege dat de familie van Rotaroe nog steeds een oud Roemeens feestdag vierde. Als gevolg hiervan moest de familie verhuizen. De nieuwe woonplaats werd Jalta, op het schiereiland Krim. 
Een jaar na deze gebeurtenis kreeg Sofia Rotaroe de eervolle titel Volksartiest van de Oekraïense Socialistische Sovjetrepubliek. 
Tsjervona Roeta ging daarna op tournee buiten de Sovjet-Unie en gaf concerten in onder meer Polen, West-Duitsland, Oost-Duitsland, Joegoslavië en Roemenië. Rotaroe kreeg als eerste zangeres uit de Sovjet-Unie een aanbod om een cd uit te brengen voor een Duitse platenmaatschappij. Ze accepteerde dit aanbod en nam een ep op met twee Duitstalige liedjes. De ep kwam uit in 1978. Tijdens een van hun concerten in West-Duitsland kreeg de hele groep een aanbod om een lp uit de brengen.

### Jaren 80
In 1980 kreeg Rotaroe het Ereteken van de Sovjet-Unie na de winst op een internationale competitie in Tokio. 
Voor de Olympische Spelen 1980 in Moskou zong Rotaroe de liedjes Temp en Ozjidanie. Het liedje Temp werd ook gebruikt voor de soundtrack van de film Ballada o sporte. 
Later dat jaar kreeg ze weer een aanbod om in de film Ziel te spelen. Deze film zou om haar en haar nieuwe rockband Masjina Vremini. Dokters hadden haar geadviseerd niet deel te nemen in de productie, maar Rotaroe ging ondanks ziekte meespelen in de film. Deze gebeurtenis bracht scriptschrijvers Aleksandr Borodjanski en Aleksandr Stefanovitsj op het idee om een dramatische film te maken over alle tegenstrijdige dingen in haar leven zoals het verlies van haar stem. 
In 1988 ontving ze de zeer eervolle titel Volksartiest van de Sovjet-Unie. 
Gedurende de jaren 80 veranderde Rotaroe veel van muziekgenre. Ze ging van folkmuziek naar hard rock en zong later ook nog een tijdje europop liedjes. 

### Na uiteenvallen Sovjet-Unie
Na het uiteenvallen van de Sovjet-Unie kreeg Rotaroe problemen in haar thuisland Oekraïne vanwege de vele Russischtalige nummers in haar repertoire. Op verzoek van de eerste president Leonid Kravtsjoek was het beter voor Rotaroe om niet meer in Oekraïne op te treden met dit repertoire. 
In 2000 werd ze verkozen tot Beste Artiest van de Twintigste Eeuw en in 2002 werd ze door de Oekraïense president Leonid Koetsjma uitgeroepen tot Held van Oekraïne. 
Op 7 augustus 2007 werd het zestigjarig jubileum van Rotaroe gevierd in het Livadiapaleis in Jalta. Onder de genodigden waren onder andere president Viktor Janoekovytsj van Oekraïne, president Vladimir Poetin van Rusland en president Vladimir Voronin van Moldavië. Gedurende de tijd erna waren er verschillende verjaardagsconcerten voor het jubileum van Rotaroe. 
In 2012 ging Rotaroe weer op tournee door Rusland met een grote verjaardagsshow.

## Privéleven

### Familie
Sofia Rotaroe was het tweede kind in een gezin van zes kinderen. In 1968 trouwde ze met trompettist Anatoli Jevdokimenko. Met hem kreeg ze een kind: Roeslan (1970). Daarnaast heeft Rotaroe ook twee kleinkinderen: Anatoli (1994) en Sofia (2001). Na het overlijden van haar man in 2002 leefde Rotaroe tijdelijk in een klooster. Momenteel woont ze in Jalta, maar ze heeft ook een huis in Kiev. 

### Nationaliteit
In haar hele leven is er vaak de vraag geweest welke nationaliteit ze had. Rotaroe claimt zichzelf als Oekraïens, maar erkent haar Moldavische achtergrond. Hoewel de Krim, waarop de stad Jalta zich bevindt, geannexeerd is door Rusland in 2014, weigert Rotaroe de Russische nationaliteit aan te nemen.

### Politiek
Tijdens de Oranjerevolutie deelden Rotaroe en haar familie voedsel uit aan de mensen die op Majdan Nezalezjnosti verbleven, ongeacht bij welke politieke stroming ze hoorden.
Ze nam actief deel aan de Oekraïense parlementsverkiezingen 2006 en was nummer twee op de partijlijst van Volksblok van Lytvyn en hielp mee tijdens de campagne. De partij wist niet genoeg stemmen te krijgen voor zetels in het parlement. 

### Vermogen
Het vermogen van Sofia Rotaroe wordt geschat op ongeveer zeventig miljoen dollar.

## Discografie

### Lp's
- 1972 - Sofia Rotaroe 1972
- 1972 - Pojot Sofia Rotaroe 1972
- 1972 - Tsjernova Roeta
- 1973 - Pojot Sofia Rotaroe 1973
- 1973 - Ballada o skripkach
- 1974 - Sofia Rotaroe 1974
- 1975 - Pisni Volodymyra Ivasjoeka spivaije Sofia Rotaroe
- 1977 - Sofia Rotaroe 1977
- 1978 - Sofia Rotaroe 1978
- 1980 - Tolko tebe
- 1981 - Sofia Rotaroe 1981
- 1981 - Pesni iz kinofilma "Gde ty, ljoebov?"
- 1981 - Sofia Rotaroe i Tsjernova Roeta
- 1982 - Sofia Rotaroe 1982
- 1985 - Nezjnaja melodia
- 1987 - Monolog o ljoebvi
- 1987 - Lavanda
- 1988 - Zolotoje serdtse
- 1991 - Karavan ljoebvi

### CDs
- 1990 - Heart of Gold
- 1990 - Forgotten Songs of Vladimir Ivasuk
- 1990 - Sofia Rotaroe 1990
- 1991 - Romantinka
- 1993 - Karavan ljoebvi
- 1993 - Lavanda
- 1993 - Sofia Rotaroe 1993
- 1995 - 'Zolotye pesni 1985/95
- 1995 - Choetorjanka
- 1996 - Notsj ljoebvi
- 1996 - Tsjernova Roeta 1996
- 1998 - Ljoebi menja
- 2002 - Ja tebja po-prezjnemoe ljoebljoe
- 2002 - TSnezjnaja koroleva
- 2003 - Listonad
- 2003 - Edinomoe
- 2004 - Totsjot boda
- 2004 - Lavanda, Choetorjanka, daleje vezde...
- 2004 - Nebo - eto Ja
- 2005 - Kogda rastsvetajet ljoebov
- 2005 - Ja zje jego ljoebila
- 2007 - Kakaja na serdtse pogoda
- 2007 - Toeman
- 2007 - Serdtse ty mojo
- 2008 - Ja - tvoja ljoebov!
- 2010 - Ja ne ogljanoes
- 2012 - I letit moja doesja

### Ep's
- 1972 - Tsjernova roeta
- 1977 - Rodina moja
- 1978 - Deine Zärtlichkeit
- 1978 - Moj kraj
- 1979 - Verni mne moezykoe
- 1983 - Magazin "TSVETY"
- 1985 - Aist na krysje
- 1986 - Vslominaj menja vsegda

### Singles
- 1972 - Ballada o dvoech skripkach
- 1978 - Es könnte sein, es muß nicht sein
- 1978 - Wer Liebe sucht
- 1982 - Bessonnitsa
- 1984 - A moezyka zvoetsjit
- 1985 - Oktjabr
- 1985 - Deti vsej zemli
- 1986 - Loena
- 1987 - Bylo, no prosjlo
- 1989 - Zolotoje serdtse

- Gemeinsame Normdatei: 1253697523
- International Standard Name Identifier: 0000 0000 2424 1926
- Library of Congress Control Number: n79091022
- Nationale Bibliotheek van Letland: 000249802
- MusicBrainz: 0ac235b8-26bc-403d-8e0b-b5d8d5a284b2
- Virtual International Authority File: 13591329
- WorldCat: E39PBJmHP38xFwcJRQGP8hvvHC